# Дезин, Алексей Алексеевич
Дезин Алексей Алексеевич (23 апреля 1923 года, Москва — 4 марта 2008 года, Москва) — советский и российский математик.

## Биография
Предками Дезиных (Дезенов, фон Дезенов) в России считаются выходцы из Голландии, по преданию первый — Мориц фон Диссен, шкипер — приехал в Россию в 1714 году по приглашению Петра Великого. Помимо морских офицеров, среди предков были адмиралы, инженеры-строители, Робер Петрович фон Дезин был военным инженером, контролировал строительство в Бердянске, от культовых строений до портовых сооружений.
Родился в семье экономиста, выпускника Петроградского университета, одного из авторов денежной реформы 1920-х годов в России (во время её проведения был введён золотой советский червонец). В начале 1920-х отец был ближайшим помощником Ф. Дзержинского в ВСНХ. После смерти Дзержинского отца стали преследовать, обвиняли в участии в антисоветских организациях, арестовывали, высылали в Сибирь, запрещали жить в центральных городах СССР. В 1933 году, после окончания ссылки, отец поступил на работу в Главное Управление Строительства канала Москва-Волга, где проработал до 23 октября 1936 года — последовал новый арест и в 1937 году отец погиб.
Мама, Алиса Эдуардовна, по матери происходила из немецкого дворянского рода Остен-Сакенов, в 1937 году была осуждена как член семьи изменника родины на 8 лет лагерей. Умерла в лагере 12.02.1945.
В силу сложившихся обстоятельств Алексей осенью 1937 года был направлен в детский дом, находившийся в городе Горький. Затем сам был приговорён к 5 годам лагерей. Свой срок отбывал в Колымском крае. Работал на лесоповале, чистил дороги от снега, был слесарем по автотракторной технике.
В декабре 1942 года был освобождён по истечении срока, а в начале 1943 года был призван в Красную Армию. Служил в автомобильных частях на Дальнем Востоке. Участвовал в войне с Японией (1945).
После демобилизации в феврале 1947 года возвратился в Москву, жил у сводной сестры отца Евгении Иосифовны Лебедевой. Работал автослесарем, окончил вечернюю школу (с серебряной медалью).
В 1948 году поступил на физический факультет МГУ, но после 1-го курса перевёлся на механико-математический факультет МГУ, который с отличием окончил в 1953 году, однокурсниками были С. С. Григорян, В. П. Карликов, Ю. А. Демьянов, Д. Д. Ивлев, В. П. Михайлов, М. И. Шабунин. В том же году поступил в аспирантуру факультета. Ученик С. Л. Соболева. Первые научные работы были посвящены вопросам продолжения функций, теоремам вложения, а также исследованию условий разрешимости 2-й краевой задачи для полигармонического уравнения. При этом уже в дипломной работе он развил технику операторов осреднения переменного радиуса, которая и по настоящее время остаётся эффективным аппаратом в теории продолжения функций, в теории граничных задач (при исследовании проблемы совпадения слабых и сильных решений).
С 1956 года, окончив аспирантуру, преподавал на кафедре высшей математики Московского физико-технического института, затем — профессор кафедры математической физики МФТИ. Кандидат наук, тема диссертации «О граничных задачах для линейных систем уравнений с частными производными первого порядка».
С 1957 года штатный сотрудник Математического института им. В. А. Стеклова АН СССР, в котором работал до последних дней своей жизни в отделе математической физики. Доктор физико-математических наук (1961)
С 1994 по 2008 год работал по совместительству профессором кафедры общей математики факультета ВМК МГУ.

## Научная деятельность
Научные интересы в области дифференциальных уравнений с частными производными, функционального анализа, математической физики.
Начал разработку метода энергетических неравенств для исследования разрешимости смешанных задач в гиперболическом случае. Им, в одно время с К. Фридрихсом, был введён и исследован важный для приложений класс симметричных положительных систем. Были получены условия корректной разрешимости некоторых естественных типов граничных задач для изучаемых систем, найдено условие существования «корректной краевой задачи» для линейных систем 1-го порядка с постоянными коэффициентами.
Наряду с этим развивались «функциональные методы» и для некоторых уравнений второго порядка, в частности, были установлены существование и единственность обобщённых решений смешанных задач для уравнений волнового и теплопроводности.
Докторская диссертация «Инвариантные дифференциальные операторы и граничные задачи», была защищена в 1961 году (опубликована отдельным томом в «Трудах МИАН»). Представляет собой содержание цикла работ по инвариантным системам с частными производными на многообразиях, в которых получено обобщение эллиптических систем 1-го порядка в терминах дифференциальных форм для случая произвольного n-мерного гладкого риманова многообразия и их завершённое и простое выражение через оператор внешнего дифференцирования и метрически сопряжённый с ним оператор. В этом цикле были рассмотрены также и некоторые другие инвариантные системы и показано, как осуществить «правильный» переход от эллиптического случая к гиперболическому и к параболическому.
С 1962 года активно вёл исследования ряда принципиальных проблем для линейных уравнений с частными производными на специальном классе модельных операторных уравнений: вопросы реализации разрешимых расширений дифференциальных операторов с помощью конкретных граничных условий. Для случая модельных уравнений им было введено близкое к понятию разрешимого расширения понятие «правильного» оператора, порождаемого общей дифференциальной операцией с постоянными коэффициентами в ограниченной области, изучалась возможность описания правильных операторов соответствующими граничными условиями.
Среди его учеников 7 докторов наук.
Подготовил специальный курс «Дополнительные главы теории уравнений в частных производных» для студентов МФТИ и ВМК МГУ.

## Награды
- орден Отечественной войны II степени[12]
- Медаль «За победу над Японией»
- Государственная премия СССР (1988) за монографию «Общие вопросы теории граничных задач».